# 葡萄酒瓶

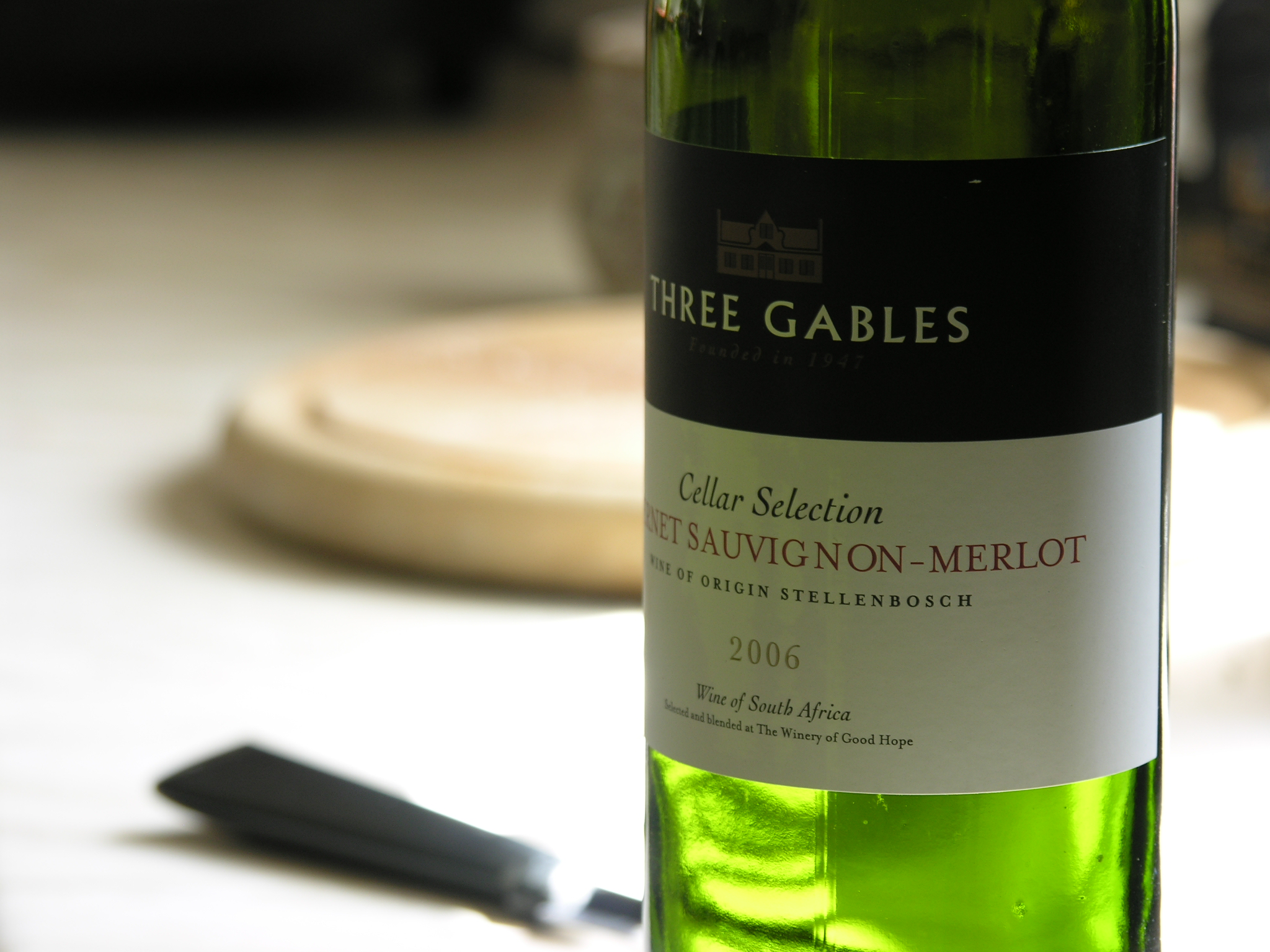
葡萄酒瓶

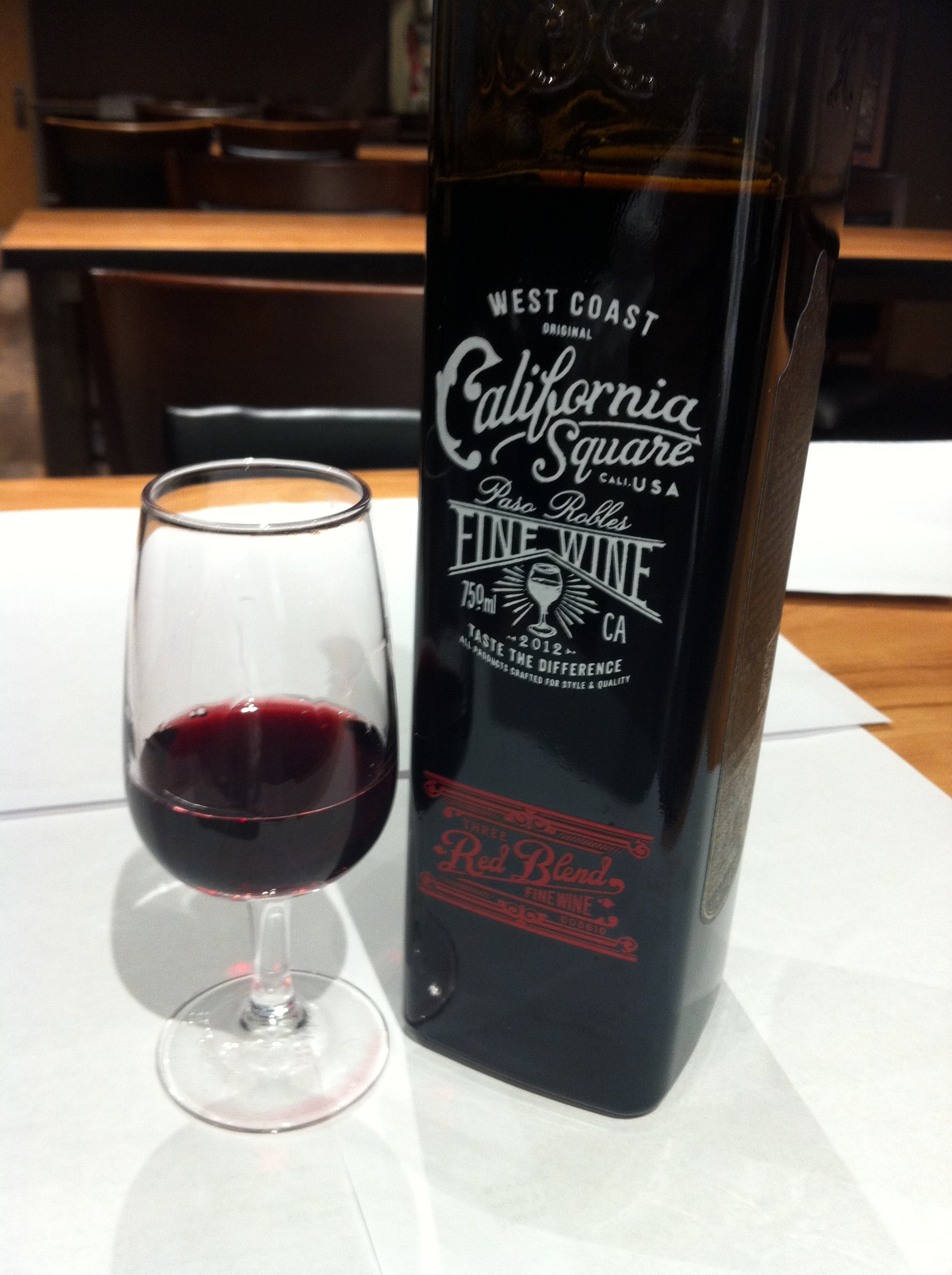
葡萄酒瓶

葡萄酒瓶是装葡萄酒的瓶子，通常为玻璃瓶。有些葡萄酒在瓶子里发酵，有些则经过发酵后才装進酒瓶。
葡萄酒瓶传统上使用软木塞密封，但是後來人們也開始用螺旋盖來密封葡萄酒瓶。此外代替用酒瓶蓋和瓶塞也能用來密封葡萄酒瓶。